# معهد إزمير للتقنية

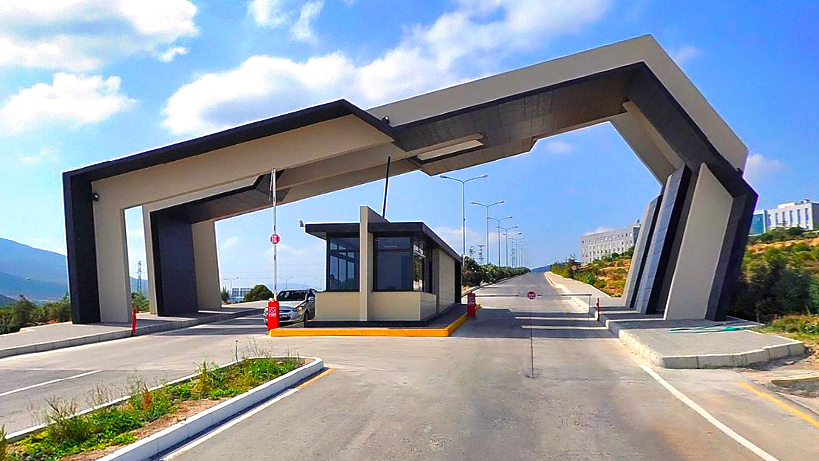
باب المدخل

معهد إزمير للتقنية (بالتركية:İzmir Yüksek Teknoloji Enstitüsü كما يشار له بالاختصار İYTE) هو جامعة عامة للأبحاث تقع في إزمير في تركيا. يركز المعهد أساساً على العلوم الطبيعية والهندسة. وعلى خلاف العديد من الجامعات والمعاهد التركية، فإن لغة التدريس في معهد إزمير للتقنية هي اللغة الإنجليزية.
أنشئ المعهد في 11 يوليو 1992 في مدينة إزمير الواقعة على بحر إيجة. ويمتد حرم الجامعة على ساحل البحر خارج المدينة على مساحة 15 ألف فدان (أكثر من 60 كم مربع) يوجد فيها حمام روماني قديم وشلالات وبساتين الزيتون والكروم والوديان والتلال والمناظر الطبيعية الجميلة.
يبلغ عدد طلاب المعهد أكثر من 2100 طالب منهم 656 طالب دراسات عليا. ويوجد في المعهد 3 كليات تضم 16 قسماً.

## كليات وأقسام المعهد

### كلية العمارة
وتضم أقسام العمارة والتصميم الصناعي والتخطيط الحضري وغير ذلك.

### كلية الهندسة
وتضم أقسام الهندسة المدنية والهندسة الكيميائية وهندسة الحاسبات (الكمبيوتر) وهندسة الكهرباء الإلكترونيات وهندسة الغذاء والهندسة الميكانيكية.

### كلية العلوم
وتضم قسم الكيمياء وقسم الرياضيات وقسم الأحياء الجزيئية والجينات وقسم الفيزياء.
فضلاً عن وجود قسم للغات الأجنبية وقسم لمساقات الثقافة العامة.

### مراكز الأبحاث
يضم المعهد عدداً من المراكز البحثية مثل مركز أبحاث المواد The Center for Material Research ومركز أبحاث التقنية الحيوية والهندسة الحيوية Biotechnology & Bioengineering Research Center ومركز أبحاث سلامة الغذاء Food Safety Research Center ومركز أبحاث البيئة ومركز أبحاث شبكات الاتصالات اللاسلكية والوسائط المتعددة.

## وصلات خارجية
- الموقع الرسمي لمعهد إزمير للتقنية